# Аргос (сын Зевса)
А́ргос (др.-греч. Ἄργος) — в древнегреческой мифологии эпоним города Аргос. Сын Зевса и Ниобы. Стал царём после Форонея. Назвал Пелопоннес Аргосом, назвал город Аргосом. Либо сын Аписа, четвёртый царь Аргоса. Жена Евадна, дети Экбас, Пирант, Эпидавр и Криас (у Гигина то же, но пропущен Эпидавр, у Павсания названы дети Пейрас и Форбант, а также Тиринф).
Принёс из Ливии пшеницу и посеял её в Арголиде, поэтому воздвиг в местечке Харадра храм Деметры Ливийской. Его могила в Аргосе. Во время войны со спартанцами 5000 аргивян укрылись в роще, посвященной Аргосу. Царь Клеомен I приказал её поджечь, и все они сгорели.